# Stanisław Siebert
Stanisław Siebert (ur. 10 marca 1906 w Żabikowie, zm. 21 stycznia 1985 w Luboniu) – polski działacz śpiewaczy.

## Życiorys
Pochodził z rodziny robotniczej. Zdobył zawód ślusarza i terminował w Zakładach Cegielskiego. Od młodych lat interesował się ruchem śpiewaczym (brał m.in. udział od 1921 w powstawaniu chóru "Harmonia" w Lasku). Od 1926 samodzielnie prowadził bibliotekę chóru "Harmonia". Od 1929 włączył się w pracę organizacyjną. Został wiceprezesem chóru "Harmonia", a od 13 stycznia 1935 – prezesem. 9 marca 1945 został wybrany I wiceprezesem Kół Okręgu Wielkopolskiego Związku Śpiewaczego, a 9 kwietnia 1945 został ponownie prezesem chóru "Harmonia". 26 lutego 1956 wybrano go na stanowisko II prezesa Wielkopolskiego Związku Śpiewaczego, a następnie piastował stanowisko prezesa II Okręgu Chórów i Orkiestr. Przez trzy kadencje pozostawał radnym Miejskiej Rady Narodowej w Luboniu. Pracował w Zakładach Fosforowych w Luboniu. Do śmierci pozostawał honorowym prezesem chóru "Harmonia".
Zmarł w Luboniu, a pochowano go na cmentarzu w Żabikowie.

## Odznaczenia
Otrzymał m.in.:
- Krzyż Kawalerski Orderu Odrodzenia Polski,
- Srebrny Krzyż Zasługi,
- odznakę Zasłużony Działacz Kultury,
- odznakę honorową "Za Zasługi i Rozwój Województwa Poznańskiego",
- Odznakę 1000-lecia Państwa Polskiego,
- Odznaczeniem Polskich Zespołów Śpiewaczych i Instrumentalnym III, II i I stopnia oraz Honorową Odznakę z Laurem (1975),
- Srebrną Odznakę Chemików[1].